# Amiskwia
L'amiskwia (gen. Amiskwia) è un animale estinto dalle incerte affinità, vissuto tra il Cambriano inferiore e il Cambriano medio (515 - 505 milioni di anni fa). I suoi resti sono stati rinvenuti in Canada, nel giacimento a conservazione eccezionale di Burgess Shale, e in Cina, nell'altrettanto importante fauna di Maotianshan.

## Scoperte e descrizioni
Descritta nel 1911 da Charles Doolittle Walcott sulla base di rari esemplari risalenti al Cambriano medio, la specie Amiskwia sagittiformis fu inizialmente attribuita ai chetognati (Chaetognatha) o sagitte, un piccolo gruppo di organismi marini natanti. Successivamente altri studiosi proposero di assegnare l'amiskwia ai nemertini (Nemertina), ma fu solo in uno studio pubblicato nel 1976 che Simon Conway Morris collocò questo bizzarro animale al di fuori dei phyla noti. Nel 2002, infine, è stata descritta una nuova specie da Luo e Hu, Amiskwia sinica, proveniente dal giacimento cinese di Chengjiang, risalente al Cambriano inferiore.

## Pinne e tentacoli

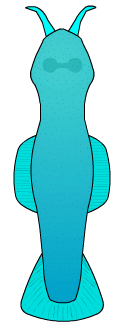
Possibile ricostruzione dell'animale

Di questo animale si conoscono pochi esemplari, conservatisi appiattiti nei sedimenti e quindi in forma bidimensionale. Probabilmente l'amiskwia era un animale gelatinoso, dal corpo allungato e basso, con un capo fornito di un paio di tentacoli sulla parte inferiore. All'interno della “testa” vi era un organo bilobato, forse un ganglio nervoso o cerebrale. Al contrario di quello dei nemertini, però, il capo non presenta nessuna struttura simile a una proboscide. Ai lati del corpo si estendevano due pinne laterali, prive di raggi o di altre strutture; analogamente, nella parte posteriore era presente un'altra pinna senza raggi, forse bilobata, che formava la coda. Un tubo diritto all'interno del corpo, dotato di un'estremità ingrossata, potrebbe essere stato l'intestino dell'animale.

## Classificazione problematica
La somiglianza dell'amiskwia con i nemertini e con i chetognati è solo apparente: questo animale, come le sagitte, possedeva sì pinne laterali e caudali, ma queste strutture simili erano dovute a un'evoluzione di organi con funzione simile, piuttosto che a una reale parentela. Per quanto riguarda le somiglianze con i nemertini, Conway Morris fa notare che tutti i nemertini noti possiedono una proboscide, mentre l'amiskwia aveva due tentacoli. Per le sue caratteristiche peculiari, l'amiskwia non sembra simile ad alcun animale noto e deve essere considerato un organismo incertae sedis.

## Habitat
L'amiskwia, insieme a Odaraia, Sarotrocercus, Anomalocaris, Nectocaris e Odontogriphus, era uno dei pochi animali liberamente natanti del giacimento di Burgess, e probabilmente viveva nella colonna d'acqua sovrastante il fondale marino. Era un organismo pelagico che forse si cibava di particelle portate alla bocca tramite i due tentacoli.